# Garland Patera
La Garland Patera è una struttura geologica della superficie di Venere.